# Sanji Inoue
Sanji Inoue  (en japonès: 井上三次, Tòquio, 10 de març de 1948) va ser un ciclista japonès, que s'especialitzà en el ciclisme en pista. Va guanyar una medalla de bronze al Campionat del món de Tàndem de 1968, fent parella amb Takao Madarame. Va participar en els Jocs Olímpics de 1968.